# 2 januari
2 januari är den 2:a dagen på året i den gregorianska kalendern. Det återstår 363 dagar av året (364 under skottår).

## Återkommande bemärkelsedagar

### Flaggdagar
- Kuba: Día de la Victoria

### Övrigt
- Berchtoldsdagen

## Namnsdagar

### I den svenska almanackan
- Nuvarande – Svea
- Föregående i bokstavsordning
  - Abel – Namnet infördes på dagens datum 1744, men flyttades 1901 till 29 december och 2001 till 30 december.
  - Bore – Namnet infördes på dagens datum 1986, men utgick 1993.
  - Set – Namnet infördes, liksom Abel, på dagens datum 1744 (även i formen Seth), men flyttades 1901 till 30 december. 1993 flyttades det till 29 december och 2001 tillbaka till 30 december.
  - Svea – Namnet infördes på dagens datum 1901 och har funnits där sedan dess.
  - Sverker – Namnet infördes 1906 på 4 november, som ersättning för det norskklingande Nore, som man lät utgå eftersom norrmännen hade sagt upp den svensk-norska unionen året innan. 1993 flyttades det till dagens datum och 2001 tillbaka till 4 november.
  - Sverre – Namnet infördes på dagens datum 1986, men utgick 1993.
- Föregående i kronologisk ordning
  - Före 1744 – ?
  - 1744–1900 – Abel och Set
  - 1901–1985 – Svea
  - 1986–1992 – Svea, Sverre och Bore
  - 1993–2000 – Svea och Sverker
  - Från 2001 – Svea
- Källor
  - Brylla, Eva (red.): Namnlängdsboken, Norstedts ordbok, Stockholm, 2000. ISBN 91-7227-204-X
  - af Klintberg, Bengt: Namnen i almanackan, Norstedts ordbok, Stockholm, 2001. ISBN 91-7227-292-9

### I den finlandssvenska almanackan
- Nuvarande från 2020[1] – Jerry, Gert, Gerhard

- I föregående revideringar[a][2]
  - 1929–1949 – Abel, Set
  - 1950–1973 – Gerhard
  - 1973–2014 – Gerhard, Gert
  - 2015–2019 – Gerhard, Gert, Jerry

## Händelser
- 366 – Ett stort antal alemanner korsar den istäckta floden Rhen och inleder därmed en invasion av det romerska kejsardömet. De erövrar de galliska provinserna, samt intar Alsace och stora delar av den schweiziska högplatån.
- 533 – Sedan Bonifatius II har avlidit året innan väljs Mercurius till påve och tar namnet Johannes II,[3] då han inte vill använda sitt födelsenamn som påvenamn, eftersom Mercurius är en gud i romersk mytologi.
- 1204 – Dagen efter den norske kungen Håkon Sverressons död utropas hans endast fyraårige sonson Guttorm Sigurdsson till kung av Norge. Denne dör dock själv av sjukdom redan den 11 augusti samma år.
- 1296 – Upplandslagen stadfästs genom kung Birger Magnussons beslut. Denna lag, som är en revidering av tidigare lagar, har utarbetats av Tiundalands lagman Birger Persson, med hjälp av domprosten Andreas And. I och med lagens stadfästande sammanslås folklanden (Attundaland, Fjädrundaland och Tiundaland samt södra och norra Roden) i Uppland till en gemensam lagsaga.
- 1492 – Granada i Emiratet av Granada, det sista moriska fästet i Spanien, kapitulerar till Kastilien. I och med detta är reconquistan (de kristnas ”återerövring” av Iberiska halvön från muslimerna) över och den nästan 800-åriga muslimska närvaron i området är slut.
- 1762 – Svenskarna besegrar preussarna i slaget vid Neu Kahlen. Detta blir det sista fältslaget under det pommerska kriget och direkt därefter återvänder de svenska trupperna till Svenska Pommern och sluter stillestånd med preussarna, vilket varar till fredsslutet den 22 maj samma år.
- 1788 – Georgia ratificerar den amerikanska konstitutionen och blir därmed den 4:e delstaten som upptas i den amerikanska unionen.
- 1824 – Tidningen Stockholms Dagblad grundas och utkommer varje vardag. Från 1885 till nedläggningen 1931 utkommer även en söndagsbilaga.
- 1872 – Den amerikanske mormonledaren Brigham Young blir arresterad för månggifte, då han har 25 hustrur, vilket går emot amerikanska lagar. Knappt 20 år senare tar den mormonska kyrkan avstånd från alla typer av månggifte, bland annat för att dess territorium Utah ska kunna bli en amerikansk delstat.
- 1925
  - Det svenska postgirot inleder sin verksamhet med omkring 700 kontoinnehavare och som en del av Postsparbanken. Girot är tänkt att tillgodose samhällets behov av effektivare betalningsförmedlingar genom pengagirering istället för kontanta betalningar.
  - En kraftig storm drabbar Sverige och bland annat vållas stor förödelse i Göteborg.
- 1928 – Arbetsgivare inom den svenska pappersmassaindustrin lockoutar 17 000 arbetare och konflikten utvidgas senare med 13 000 arbetare vid pappersbruken.
- 1942 – Under andra världskriget intar japanerna den filippinska huvudstaden Manila, en vecka efter att den amerikanska militären har dragits bort från staden. Den japanska ockupationen varar i tre år och i början av 1945 förstörs det mesta av staden under den amerikanska återerövringen av den.
- 1950 – Den 17-årige Ingemar Johansson blir mästare i tungvikt i junior-SM i boxning. Redan under sommaren 1952 ställer han upp i sommar-OS i Helsingfors. I september inleder han sin karriär som professionell boxare.
- 1955 – Panamas president José Antonio Remón Cantera blir nedskjuten med maskingevär på en kapplöpningsbana i huvudstaden Panama City. Mordet förblir dock olöst.
- 1974 – Elransonering införs i Sverige på grund av den pågående oljekrisen. Den 8 januari införs även bensinransonering, vilken dock upphör 29 januari, medan elransoneringen varar till 7 mars.
- 2000 – Stavkyrkan i Skaga i västgötska Karlsborg (en rekonstruktion från 1958 av den medeltida kyrka från 1137, som revs 1826), brinner ned till grunden. I juni året därpå invigs ytterligare en rekonstruerad version av kyrkan.
- 2003 – Biskop Caroline Krook i Stockholms stift döms till 16 000 kronor i böter för tjänstefel, för att hon har vägrat lämna ut brev som enligt hovrätten är offentlig handling.
- 2019 – Järnvägsolyckan på Stora Bältbron inträffar på morgonen med 8 omkomna.

## Födda
- 1655 – François Lefort, schweizisk militär i rysk tjänst
- 1727 – James Wolfe, brittisk generalmajor
- 1749 – Carl Gustaf Nordin, svensk biskop, historiker och politiker, ledamot av Svenska Akademien från 1786
- 1783 – Christoffer Wilhelm Eckersberg, dansk konstnär
- 1812 – Augustus C. Dodge, amerikansk demokratisk politiker, senator för Iowa 1848–1855
- 1813 – Carl Oskar Troilius, svensk generaldirektör och riksdagsman
- 1822 – Rudolf Clausius, tysk fysiker och matematiker
- 1837 – Milij Balakirev, rysk kompositör och dirigent
- 1848 – James Benton Grant, amerikansk demokratisk politiker, guvernör i Colorado 1883–1885
- 1858 – Beatrice Webb, brittisk socialistisk reformator
- 1870 – Ernst Barlach, tysk skulptör
- 1873
  - Thérèse av Jesusbarnet, fransk karmelitnunna, mystiker, helgon och kyrkolärare
  - Anton Pannekoek, nederländsk astronom och tänkare
- 1886
  - Karl-Heinrich von Stülpnagel, tysk general
  - Elise Ottesen-Jensen, norsk-svensk journalist och sexualupplysare
- 1887 – Mona Geijer-Falkner, svensk skådespelare
- 1891 – Eric Engstam, svensk sångtextförfattare, vissångare och skådespelare
- 1895 – Folke Bernadotte, svensk greve, röda kors-delegat och FN-medlare
- 1900
  - William Haines, amerikansk skådespelare
  - Helge Lunde, norsk regissör, manusförfattare, producent och produktionsledare
- 1907 – Gordon L. Allott, amerikansk republikansk politiker, senator för Colorado 1955–1973
- 1913 – Gunnar Ekström, svensk skådespelare
- 1916 – Ingemar Holde, svensk skådespelare
- 1920 – Isaac Asimov, rysk-amerikansk författare
- 1928 – Dan Rostenkowski, amerikansk demokratisk politiker, kongressledamot 1959–1995
- 1930 – Werner Vögeli, schweizisk-svensk kock och hovtraktör
- 1931 – Toshiki Kaifu, japansk politiker, Japans premiärminister 1989–1991
- 1938
  - Robert Smithson, amerikansk konstnär inom minimalismen och earth art
  - Hans Herbjørnsrud, norsk författare
  - Ian Brady, brittisk mördare
- 1942
  - Dennis Hastert, amerikansk republikansk politiker, talman i amerikanska representanthuset 1999–2007
  - Thomas Hammarberg, svensk diplomat, politiker, och journalist
- 1947 – Jack Hanna, amerikansk zoolog
- 1961
  - Gabrielle Carteris, amerikansk skådespelare
  - Todd Haynes, amerikansk regissör
  - Robert Wexler, amerikansk demokratisk politiker, kongressledamot 1997–2010
- 1964 – Pernell Whitaker, amerikansk boxare
- 1967 – Tia Carrere, amerikansk skådespelare
- 1968 – Cuba Gooding, Jr., amerikansk skådespelare
- 1971 – Taye Diggs, amerikansk skådespelare
- 1972 – Mattias Norström, svensk ishockeyspelare
- 1975 – Beate Zschäpe, tysk högerextremist och terrorist
- 1976 – Paz Vega, spansk skådespelare
- 1977 – Brian Boucher, amerikansk ishockeymålvakt
- 1980 – Kemi Badenoch, brittisk politiker
- 1983 – Kate Bosworth, amerikansk skådespelare
- 1985
  - Ismaël Bangoura, guineansk fotbollsspelare
  - Sebastian Karlsson, svensk sångare och dokusåpadeltagare
- 1986 – Per Karlsson, svensk fotbollsspelare
- 1993 – Jonna Andersson, fotbollsspelare, OS-silver 2016 och 2020, VM-brons 2019
- 1997 – Patrick Pentz, österrikisk fotbollsmålvakt

## Avlidna
- 1497 – Beatrice d’Este, 21, italiensk adelsdam, hertiginna av Milano sedan 1491 (gift med Ludovico Sforza) (född 1475)
- 1512 – Svante Nilsson (Sture), omkring 51, svensk riksföreståndare sedan 1504 (död denna dag eller 31 december 1511) på Västerås slott. Begravd i  Västerås domkyrka (född omkring 1460)
- 1623 – Sivert Beck, 56, dansk adelsman, herre till Näsbyholms slott och Vanås i Skåne (född 1566)
- 1831 – Barthold Georg Niebuhr, 54, dansk-tysk historiker och statsman (född 1776)
- 1861 – Fredrik Vilhelm IV, 65, kung av Preussen sedan 1840 (född 1795)
- 1864
  - Lemuel J. Bowden, 48, amerikansk politiker, senator för Virginia sedan 1863 (född 1815)
  - Johan Gabriel Richert, 79, svensk jurist, politiker och liberal förkämpe (född 1784)
- 1893 – Nikolaj Koksjarov, 74, rysk mineralog (född 1818)
- 1907 – Henry R. Pease, 71, amerikansk republikansk politiker, senator för Mississippi 1874–1875 (född 1835)
- 1909 – Ivar Arosenius, 30, svensk konstnär (född 1878)
- 1921
  - Theobald von Bethmann Hollweg, 64, tysk statsman, Tysklands rikskansler 1909–1917 (född 1856)
  - Waldemar Rudin, 87, svensk professor i Nya testamentets exegetik vid Uppsala universitet, ledamot av Svenska Akademien sedan 1896 (född 1833)
- 1924 – Nathan B. Scott, 81, amerikansk republikansk politiker och affärsman, senator för West Virginia 1899–1911 (född 1842)
- 1926 – Gustaf Lagerheim, 65, svensk botanist och grundare av pollenanalysen (född 1860)
- 1947 – Ellen Gulbranson, 83, svensk-norsk operasångerska (född 1863)
- 1953 – Hilda Borgström, 81, svensk skådespelare (född 1871)
- 1961 – Rudolf Abelin, 96, svensk trädgårdsodlare (född 1864)
- 1963
  - Jack Carson, 52, amerikansk skådespelare (född 1910)
  - Dick Powell, 58, amerikansk skådespelare och sångare (född 1904)
- 1972 – Nelly Thüring, 96, svensk fotograf och socialdemokratisk politiker. En av de fem första kvinnorna som valdes in i Sveriges riksdag. (född 1875)
- 1974 – Tex Ritter, 68, amerikansk sjungande cowboy och skådespelare (född 1905)
- 1975 – Lenn Hjortzberg, 55, svensk skådespelare och regiassistent (född 1919)
- 1976 – Hans Ellis, 48, svensk skådespelare (född 1927)
- 1977
  - Ernst Wigforss, 95, svensk socialdemokratisk politiker, Sveriges finansminister 1925–1926, 1932–1936 och 1936–1949 (född 1881)
  - Erroll Garner, 55, amerikansk jazzpianist (född 1921)
- 1978 – Andrew Walter, 63, svensk kompositör och dragspelsmusiker (född 1914)
- 1990 – Nils Kyndel, 84, svensk kompositör och musikarrangör (född 1905)
- 1999 – Sebastian Haffner, 91, publicist (född 1907)
- 2001 – William P. Rogers, 87, amerikansk republikansk politiker, USA:s utrikesminister 1969–1973 (född 1913)
- 2007
  - Teddy Kollek, 95, israelisk politiker (född 1911)
  - Bengt Kredell, svensk elektronikingenjör från Västerås. (född 1928)
- 2008 – Lee S. Dreyfus, 81, amerikansk republikansk politiker samt medie- och kommunikationsvetare, guvernör i Wisconsin 1979–1983 (född 1926)
- 2009
  - Inger Christensen, 73, dansk poet (född 1935)
  - Ingrid Gärde Widemar, 96, svensk folkpartistisk politiker och advokat, första kvinnan i Högsta domstolen (född 1912)
  - Maria de Jesus, 115, portugisisk kvinna, världens äldsta levande person sedan 2008 (född 1893)
- 2010
  - Karin Stjernholm Ræder, 94 svensk författare och illustratör (född 1915)
  - Gilbert Gascard, 78, fransk serietecknare med pseudonymen Tibet, mest känd för seriefiguren Rick Hart (född 1931)
- 2011
  - Anna Anni, 84, italiensk modedesigner (född 1926)
  - Bali Ram Bhagat, 88, indisk politiker (född 1922)
  - Kate Ebli, 52, amerikansk politiker (född 1958)
  - Anne Francis, 80, amerikansk skådespelare (cancer) (född 1930)
  - Peter Hobbs, 92, franskfödd amerikansk skådespelare (född 1918)
  - John Osborne, 74, montserratisk politiker (född 1936)
  - Pete Postlethwaite, 64, brittisk skådespelare (född 1946)
  - William R. Ratchford, 76, amerikansk politiker (Parkinsons sjukdom) (född 1934)
  - Eliseu Resende, 81, brasiliansk senator (född 1929)
  - Szeto Wah, 79, Hongkong-kinesisk politiker och demokratiaktivist (född 1931)
- 2013 – Bengt Rasin, 90, svensk sjöofficer (född 1922)
- 2015
  - Little Jimmy Dickens, 94, amerikansk countrysångare (född 1920)
  - Abu Anas al-Libi, 50, libyskfödd ledande al-Qaida-medlem i amerikansk fångenskap (född 1964)
  - Per-Olof Åstrand, 92, svensk fysiolog (född 1922)
- 2016 – Nimr Baqr al-Nimr, saudisk shiamuslimsk religiös ledare.
- 2017 – John Berger, brittisk författare, målare och konstkritiker.
- 2018 –  Thomas S. Monson, amerikansk president i Jesu Kristi Kyrka av Sista Dagars Heliga.
- 2020 –  Roman Montjenko, rysk roddare.
- 2021 – Rob Flockhart, kanadensisk ishockeyspelare.
- 2022 – Richard Leakey, brittisk-kenyansk antropolog, politiker och författare.
- 2023 –  Suzy McKee Charnas, amerikansk fantasy- och science fiction-författare.
- 2024 –  Daniel Revenu, fransk fäktare, OS-guldmedaljör 1968.